# Kanazawa-ku
Kanazawa-ku (金沢区?) è uno dei 18 quartieri della città di Yokohama, in Giappone.